# Décès en 1402
Décès
- 1398
- 1399
- 1400
- 1401
- 1402
- 1403
- 1404
- 1405
- 1406

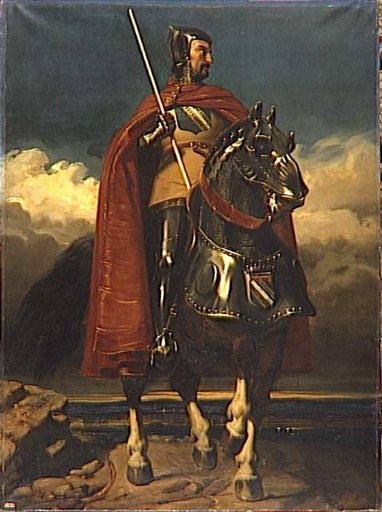
Louis de Sancerre, mort en 1402.

Cette page dresse une liste de personnalités mortes au cours de l'année 1402 :
- 13 janvier : Jianwen, deuxième empereur de Chine, de la dynastie Ming .
- 19 janvier : Bonne de Bourbon, comtesse de Savoie.
- 6 février : Louis de Sancerre, connu sous le nom de maréchal de Sancerre, connétable de France.
- 16 février : Guillaume VII de Juliers, duc de Gueldre et comte de Zutphen.
- 26 mars : David Stuart, duc de Rothesay, héritier du trône d'Écosse.
- 25 avril : Jean de La Grange, évêque d’Amiens puis cardinal-prêtre au titre de Saint-Marcel et conseiller du pape Grégoire XI.
- 1er mai : Olbram ze Škvorce, archevêque de Prague.
- 7 mai : Amédée de Piémont ou de Savoie, seigneur de Piémont et prétendant à la principauté d'Achaïe ou Morée.
- 1er août : Edmond de Langley, comte de Cambridge, duc d'York et chevalier de l'ordre de la Jarretière.
- 2 septembre : Jean Galéas Visconti, seigneur puis duc de Milan.
- 5 novembre : Louis de Monaco, seigneur de Monaco.

- Giovanni Ier Bentivoglio, militaire et condottiere italien.
- Jacques d'Ableiges, jurisconsulte français.
- Élisabeth de Bavière, noble allemande.
- Marie de Bourbon, abbesse de Saint-Louis de Poissy.
- Aliénor de Comminges, vicomtesse de Turenne, dame de Meyrargues.
- Odon de Mendousse, évêque de Lescar.
- Guillaume Ier de Rarogne, évêque de Sion.
- Afonso Domingues, architecte portugais.
- Malcolm Drummond,  noble écossais qui obtient le titre de courtoisie de comte de Mar.
- Gödeke Michels, ou Gottfried Michaelsen, un des dirigeants du Likedeeler (« Ceux qui pratiquent le partage égalitaire »), association d'anciens des Vitalienbrüder (« Frères de Victuailles », communauté de pirates).
- Pino II Ordelaffi, noble italien.
- Muhammad Shah, sultan de Brunei.
- Gün Temür Khan, khagan mongol de la dynastie Yuan.
- Hennig Wichmann, un des meneurs des Likedeeler, une association d’anciens Frères des victuailles devenus pirates.
- Fang Xiaoru, fonctionnaire érudit confucianiste de la Dynastie Ming.

date incertaine (vers 1402)
- Raymond Bernard Flamenc, jurisconsulte, conseiller des ducs Louis Ier et Louis II d'Anjou et de la duchesse Marie de Blois, actif à la Cour pontificale d'Avignon.

## Crédit d'auteurs
- Cet article est partiellement ou en totalité issu de l'article intitulé « 1402 » (voir la liste des auteurs).